# Discografia de Aya Nakamura
A discografia de Aya Nakamura, uma cantora pop francesa-maliana, consiste em três álbuns de estúdio, dezesseis singles e 15 videoclipes lançados desde o início de sua carreira.

## Álbuns

### Álbuns de estúdio
| Álbum                                                                          | Detalhes | Melhores posições | Melhores posições | Melhores posições | Melhores posições | Melhores posições | Melhores posições | Vendas                                                      | Certificações            |
| Álbum                                                                          | Detalhes | FRA               | BEL               | ESP               | HOL               | ITA               | SUI               | Vendas                                                      | Certificações            |
| ------------------------------------------------------------------------------ | --- | ----------------- | ----------------- | ----------------- | ----------------- | ----------------- | ----------------- | ----------------------------------------------------------- | ------------------------ |
| Journal intime                                                                 | - Lançamento: 25 de agosto de 2017 - Gravadora: Warner, Rec 118, Parlophone - Formatos: CD, download digital, streaming       | 14                | 34                | —                 | —                 | —                 | —                 | - : 100 mil cópias                                          | - : Platina              |
| Nakamura                                                                       | - Lançamento: 2 de novembro de 2018 - Gravadora: Warner, Rec 118, Parlophone - Formatos: CD, LP, download digital, streaming  | 3                 | 8                 | 92                | 10                | 90                | 20                | - : 20 mil cópias - : 500 mil cópias - : 1 milhão de cópias | - : Platina - : Diamante |
| AYA                                                                            | - Lançamento: 13 de novembro de 2020 - Gravadora: Warner, Rec 118, Parlophone - Formatos: CD, LP, download digital, streaming | 2                 | 2                 | 71                | 36                | —                 | 8                 | - : 50 mil cópias                                           | - : Ouro                 |
| "—" denota títulos que não entraram nas paradas ou não foram lançados no país. | |                   |                   |                   |                   |                   |                   |                                                             |                          |

## Singles

### Como artista principal
| Canção          | Ano  | Melhores posições | Melhores posições | Melhores posições | Melhores posições | Melhores posições | Melhores posições | Melhores posições | Melhores posições         | Melhores posições | Melhores posições | Certificações | Álbum                     |
| Canção          | Ano  | FRA               | ALE               | BEL               | ESP               | HOL               | ISR               | ITA               | ROM                       | SUE               | SUI               | Certificações | Álbum                     |
| --------------- | ---- | ----------------- | ----------------- | ----------------- | ----------------- | ----------------- | ----------------- | ----------------- | ------------------------- | ----------------- | ----------------- | --- | ------------------------- |
| "Brisé"         | 2015 | —                 | —                 | —                 | —                 | —                 | —                 | —                 | —                         | —                 | —                 | | Journal intime            |
| "Oublier"       | 2016 | —                 | —                 | —                 | —                 | —                 | —                 | —                 | —                         | —                 | —                 | | Journal intime            |
| "Super héros"   | 2016 | 34                | —                 | —                 | —                 | —                 | —                 | —                 | —                         | —                 | —                 | | Journal intime            |
| "Comportement"  | 2017 | 13                | —                 | 40                | —                 | —                 | —                 | —                 | —                         | —                 | —                 | - : Diamante | Journal intime            |
| "Oumou Sangaré" | 2017 | 116               | —                 | —                 | —                 | —                 | —                 | —                 | — pelos solos de baixo no | —                 | —                 | | Journal intime            |
| "Angela"        | 2017 | —                 | —                 | —                 | —                 | —                 | —                 | —                 | —                         | —                 | —                 | | Journal intime            |
| "Drogué"        | 2018 | —                 | —                 | —                 | —                 | —                 | —                 | —                 | —                         | —                 | —                 | | Adicionado à nenhum álbum |
| "Le Passé"      | 2018 | —                 | —                 | —                 | —                 | —                 | —                 | —                 | —                         | —                 | —                 | - : Ouro | Adicionado à nenhum álbum |
| "Djadja"        | 2018 | 1                 | 43                | 16                | 5                 | 1                 | 2                 | 23                | 1                         | 72                | 31                | - : Ouro - : Ouro - : 4× Platina - : Ouro - : 3× Platina - : Diamante - : 2× Platina - : Platina - : Platina - ; Argent - : Ouro | Nakamura                  |
| "Copines"       | 2018 | 1                 | —                 | 7                 | —                 | 46                | —                 | —                 | —                         | —                 | 60                | - : Ouro - : Diamante | Nakamura                  |
| "La Dot"        | 2018 | 3                 | —                 | 32                | —                 | —                 | —                 | —                 | —                         | —                 | 71                | - : Diamante | Nakamura                  |
| "Pookie"        | 2019 | 5                 | —                 | 9                 | —                 | —                 | —                 | 2                 | —                         | —                 | 55                | - : 2× Platina - : Diamante - : 2× Platina                                                                                       | Nakamura                  |
| "Soldat"        | 2019 | 8                 | —                 | —                 | —                 | —                 | —                 | —                 | —                         | —                 | —                 | - : Ouro | Nakamura                  |
| "40%"           | 2019 | 4                 | —                 | 30                | —                 | —                 | —                 | —                 | —                         | —                 | —                 | - : Diamante | Nakamura                  |
| "Jolie nana"    | 2020 | 1                 | —                 | 2                 | —                 | 18                | —                 | —                 | —                         | —                 | 4                 | - : Diamante | AYA                       |
| "Doudou"        | 2020 | 6                 | —                 | —                 | —                 | —                 | —                 | —                 | —                         | —                 | 61                | - : Ouro | AYA                       |
| "Plus jamais"   | 2020 | 1                 | —                 | 36                | —                 | —                 | —                 | —                 | —                         | —                 | 24                | - : Ouro | AYA                       |

### Como artista convidada
| Canção                                                                         | Ano  | Melhores posições | Melhores posições | Certificações | Álbum                     |
| Canção                                                                         | Ano  | FRA               | BEL               | Certificações | Álbum                     |
| ------------------------------------------------------------------------------ | ---- | ----------------- | ----------------- | ------------- | ------------------------- |
| "Love d'un voyou" (Fababy part. Aya Nakamura)                                  | 2016 | 9                 | 37                | - : Ouro      | Ange et Démon             |
| "Sorry" (Abou Debeing part. Aya Nakamura)                                      | 2017 | 188               | —                 |               | Debeinguerie              |
| "Bad Boy" (Fally Ipupa part. Aya Nakamura)                                     | 2017 | 69                | —                 | - : Ouro      | Tokooos                   |
| "Moi je vérifie" (Naza part. Aya Nakamura e Dadju)                             | 2017 | 185               | —                 |               | Incroyable                |
| "Pourquoi tu forces" (DJ Erise part. Aya Nakamura)                             | 2018 | 32                | —                 |               | Adicionado à nenhum álbum |
| "Comme ci comme ça" (Tour 2 Garde part. Aya Nakamura)                          | 2018 | 21                | —                 |               | Victory                   |
| "Dale x Love Therapy" (Hamza part. Aya Nakamura)                               | 2019 | 170               | 90                |               | Paradise                  |
| "Follow Back" (Dabs part. Aya Nakamura)                                        | 2019 | 108               | —                 | - : Ouro      | Mainmise                  |
| "Je m'en tape" (O'boy part. Aya Nakamura e DopeBwoy)                           | 2019 | 112               | —                 | - : Ouro      | Omega                     |
| "C'est Cuit" (Major Lazer part. Aya nakamura e Swa Lee)                        | 2021 |                   |                   |               |                           |
| "—" denota títulos que não entraram nas paradas ou não foram lançados no país. |      |                   |                   |               |                           |